# Simone De Florio
Simone De Florio (Bruxelles, 19 aprile 1928 – 30 aprile 2007) è stato un politico italiano, eletto nella IV legislatura alla Camera dei deputati.

## Biografia
Laureato in giurisprudenza, avvocato, impegnato in politica con il Partito Comunista Italiano. Venne eletto alla Camera dei deputati alle elezioni politiche del 1963 nella circoscrizione Potenza-Matera; rimanendo in carica a Montecitorio fino al 1968. 
Morì il 30 aprile 2007, pochi giorni dopo aver compiuto 79 anni.